# Мона Бартель
Мона Бартель (нім. Mona Barthel, 11 липня 1990) — німецька тенісистка. Станом на травень 2017 Мона має в своєму активі чотири перемоги в турнірах WTA в одиночному розряді та дві в парному розряді.

## Фінали турнірів WTA

### Одиночний розряд: 7 (4–3)
| Результат | №  | Дата           | Турнір                                   | Поверхня | Супротивниця      | Рахунок            |
| --------- | -- | -------------- | ---------------------------------------- | -------- | ----------------- | ------------------ |
| Перемога  | 1. | 14 січня 2012  | Hobart International, Гобарт, Австралія  | Хард     | Яніна Вікмаєр     | 6–1, 6–2           |
| Поразка   | 1. | 12 січня 2013  | Hobart International, Гобарт, Австралія  | Хард     | Олена Весніна     | 3–6, 4–6           |
| Перемога  | 2. | 3 лютого 2013  | Open GDF Suez, Париж, Франція            | Хард (i) | Сара Еррані       | 7–5, 7–6(7–4)      |
| Перемога  | 3. | 20 липня 2014  | Swedish Open, Бостад, Швеція             | Ґрунт    | Шанелль Схеперс   | 6–3, 7–6(7–3)      |
| Поразка   | 2. | 19 липня 2015  | Swedish Open, Бостад, Швеція             | Ґрунт    | Юганна Ларссон    | 3–6, 6–7(2–7)      |
| Поразка   | 3. | 19 жовтня 2015 | Luxembourg Open, Кокельшойєр, Люксембург | Хард (i) | Дой Місакі        | 4–6, 7–6(9–7), 0–6 |
| Перемога  | 4. | 6 травня 2017  | Prague Open, Прага, Чехія                | Ґрунт    | Крістина Плішкова | 2–6, 7–5, 6–2      |

### Парний розряд: 3 (2–1)
| Результат | №  | Дата            | Турнір                                          | Поверхня  | Партнерка      | Супротивниці                                   | Рахунок       |
| --------- | -- | --------------- | ----------------------------------------------- | --------- | -------------- | ---------------------------------------------- | ------------- |
| Перемога  | 1. | 28 квітня 2013  | Porsche Tennis Grand Prix, Штуттгарт, Німеччина | Ґрунт (i) | Сабіне Лісіцкі | Бетані Маттек-Сендс Саня Мірза                 | 6–4, 7–5      |
| Поразка   | 1. | 21 вересня 2014 | Korea Open, Сеул, Південна Корея                | Хард      | Манді Мінелла  | Лара Арруабаррена Ірина-Камелія Бегу           | 3–6, 3–6      |
| Перемога  | 2. | 19 жовтня 2015  | Luxembourg Open, Кокельшойєр, Люксембург        | Хард (i)  | Лаура Зігемунд | Анабель Медіна Ґарріґес Арантча Парра Сантонха | 6–2, 7–6(7–2) |